# Diócesis de Tenkodogo
La diócesis de Tenkodogo (en latín: Dioecesis Tenkodogoënsis y en francés: Diocèse de Tenkodogo) es una circunscripción eclesiástica de la Iglesia católica en Burkina Faso. Se trata de una diócesis latina, sufragánea de la arquidiócesis de Koupéla. Desde el 16 de octubre de 2023 es sede vacante y su administrador diocesano es David Koudougou.

## Territorio y organización
La diócesis tiene 10 047 km² y extiende su jurisdicción sobre los fieles católicos de rito latino residentes en las provincias de Boulgou y Koulpélogo de la región Centro-Este.
La sede de la diócesis se encuentra en la ciudad de Tenkodogo, en donde se halla la Catedral de María Reina.
En 2022 en la diócesis existían 12 parroquias.

## Historia
La diócesis fue erigida el 11 de febrero de 2012 con la bula Ad aptius provehendam del papa Benedicto XVI, obteniendo el territorio de la arquidiócesis de Koupéla y de la diócesis de Fada N'Gourma.

## Estadísticas
Según el Anuario Pontificio 2023 la diócesis tenía a fines de 2022 un total de 192 352 fieles bautizados.
| Año                                                                             | Población            | Población | Población      | Sacerdotes | Sacerdotes    | Sacerdotes    | Bautizados por sacerdote | Diáconos permanentes | Religiosos | Religiosos | Parroquias |
| Año                                                                             | Bautizados católicos | Total     | % de católicos | Total      | Clero secular | Clero regular | Bautizados por sacerdote | Diáconos permanentes | Varones    | Mujeres    | Parroquias |
| ------------------------------------------------------------------------------- | -------------------- | --------- | -------------- | ---------- | ------------- | ------------- | ------------------------ | -------------------- | ---------- | ---------- | ---------- |
| 2012                                                                            | 138 212              | 954 377   | 14.5           | 50         | 50            |               | 2764                     |                      |            | 26         | 9          |
| 2014                                                                            | 95 514               | 794 000   | 12.0           | 28         | 25            | 3             | 3411                     |                      | 4          | 32         | 9          |
| 2017                                                                            | 106 200              | 868 700   | 12.2           | 30         | 28            | 2             | 3540                     |                      | 3          | 56         | 9          |
| 2020                                                                            | 160 164              | 1 027 000 | 15.6           | 33         | 28            | 5             | 4853                     |                      | 10         | 51         | 10         |
| 2022                                                                            | 192 352              | 1 394 751 | 13.8           | 35         | 28            | 7             | 5495                     |                      | 12         | 65         | 12         |
| Fuente: Catholic-Hierarchy, que a su vez toma los datos del Anuario Pontificio. |                      |           |                |            |               |               |                          |                      |            |            |            |

## Episcopologio
- Prosper Kontiebo, M.I. (11 de febrero de 2012-16 de octubre de 2023 nombrado arzobispo de Uagadugú)